# 埃德·拉特利夫
埃德·拉特利夫（英語：Ed Ratleff，1950年3月29日—），生于俄亥俄州贝尔方丹，美国前男子篮球运动员。他曾代表美国获得1972年夏季奥运会篮球比赛男子银牌。他也参加了1973年NBA选秀，结果被休斯敦火箭选中。